# Euplexia callisina
Euplexia callisina là một loài bướm đêm trong họ Noctuidae.